# Perizoma puerilis
Perizoma puerilis är en fjärilsart som beskrevs av Louis Beethoven Prout 1926. Perizoma puerilis ingår i släktet Perizoma och familjen mätare. Inga underarter finns listade i Catalogue of Life.